# Герб Шевченкового (Коломийський район)
Герб Шевченкового — офіційний символ села Шевченкове, Коломийського району Івано-Франківської області, затверджений 27 січня 2023 р. рішенням сесії Заболотівської селищної ради.
Автор — В. Косован.

## Опис герба
Щит перетятий тонкою срібною балкою, у верхньому синьому полі праворуч золоте 16-променеве сонце, до якого зліва летить срібно-чорна ластівка і тримає у дзьобі гілочку вишні зі срібними квітами; у нижньому зеленому полі  — срібна підкова вухами догори, у ній —— такий же розширений хрест.

## Значення символів
Ластівка символ відродження та родючості. Хрест — символ віри, а підкова означає щастя. Синій колір уособлює небо, срібний — географічне розташування села, з якого видніються гори, а зелений колір — багату природу та родючі землі.